# Ma l'amor mio non muore
Ma l'amor mio non muore è un film del 1913 diretto da Mario Caserini. 
È considerato dagli storici del cinema uno dei film muti più importanti e significativi prodotti in Italia negli anni che precedono la Grande guerra. Segnò l'esordio cinematografico di Lyda Borelli, destinata poi a diventare una delle "dive" dell'epoca.

## Trama
Nel Granducato di Wallenstein vive la bellissima Elsa Holbein, figlia del colonnello Julius Holbein, capo di Stato Maggiore. L'avventuriero Moise Stahr finge di corteggiare Elsa ma in realtà si serve di lei per sottrarre al padre i piani militari del Granducato. Accusato ingiustamente di tradimento, Holbein si uccide mentre Elsa, per quanto innocente, viene esiliata e trova rifugio in Riviera. Qui, costretta a sopravvivere sfruttando le sue doti di cantante e pianista, incomincia a calcare le scene con lo pseudonimo di Diana Candouleur e, grazie a un ingaggio dell'impresario Schaudard, ottiene notevole successo e ritrova la serenità.
Nel pieno del suo successo, Elsa viene notata dal Principe Massimiliano, erede del Granduca, che non sa della sua vera identità. I due si innamorano, ma durante una gita in battello sul Lago Maggiore, incontrano Stahr che, riconosciuta la donna e venendo da essa respinto, si vendica diffondendo le notizie sulla relazione del Principe e affidando al colonnello Theubner il compito di ricondurre in patria il giovane principe. Massimiliano, contravvenendo agli ordini di suo padre il Granduca, torna a cercare Elsa. Mentre tiene il suo ultimo concerto, Elsa cade a terra e il principe arriva in suo soccorso, ma ormai lei si è avvelenata e muore fra le sue braccia mormorando: «Ma l'amor mio non muore!»

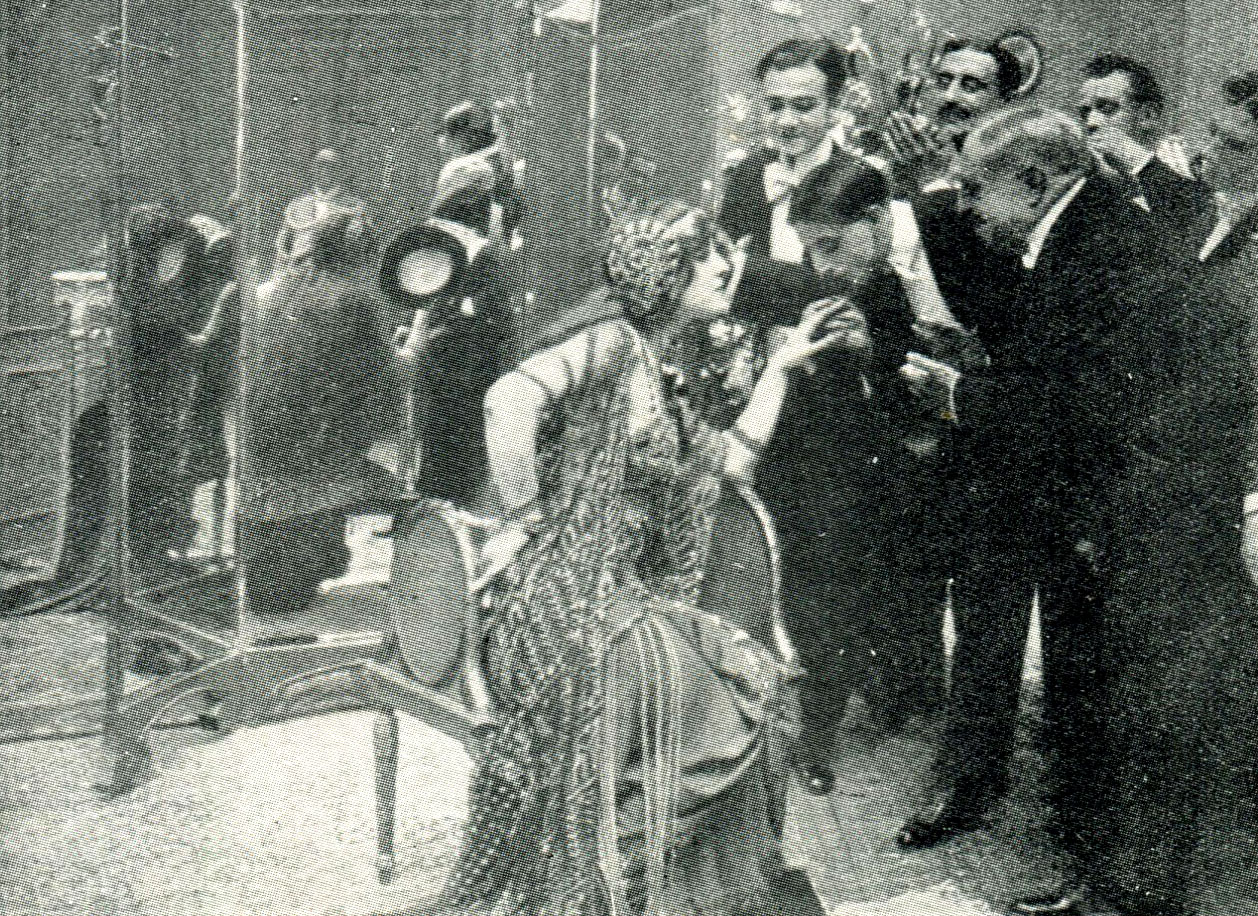

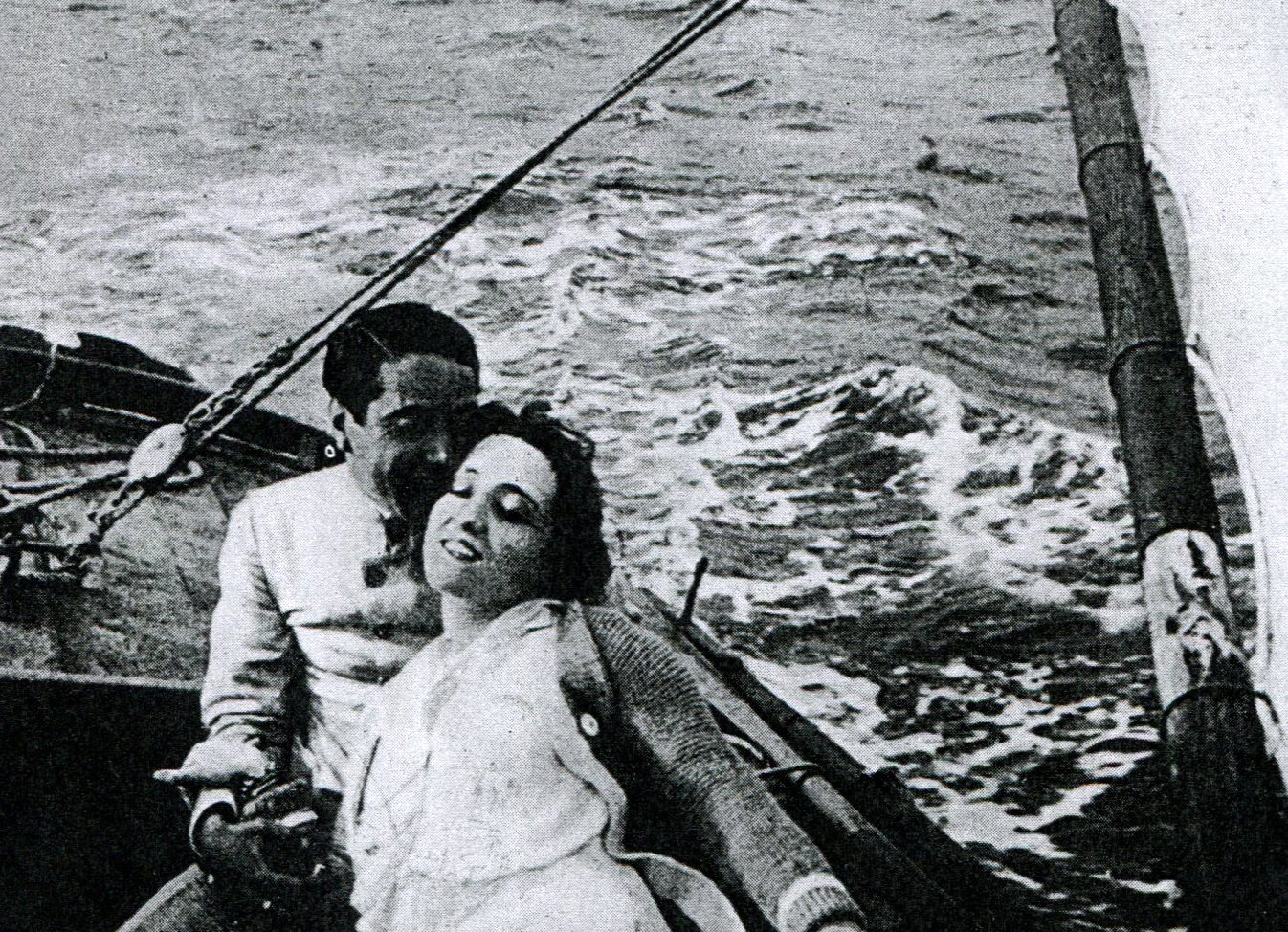

## Produzione
Nel dicembre 1912, uno dei più affermati registi italiani, Mario Caserini, che l'anno prima aveva lasciato la "Cines" per la torinese "Ambrosio Film", rompe il contratto anche con quest'ultima e partecipa con l'esercente Domenico Cazzulino e altri soci alla costituzione di una nuova Casa di produzione cinematografica, la "Film artistica Gloria". Nella nuova Casa Caserini porta con sé la moglie, l'attrice Maria Caserini, e un buon numero di attori e attrici che aveva già diretto alla "Cines" e all'"Ambrosio".

### Soggetto
Dopo aver realizzato i primi due film (Il treno degli spettri e Florette e Patapon), le prospettive della "Gloria" decollano, quando riesce a scritturare Lyda Borelli, una delle più applaudite attrici teatrali del momento, che sino ad allora non aveva mai lavorato nel cinema. Caserini si mette quindi alla ricerca di un soggetto adatto alla Borelli e lo trova nello scritto di due autori genovesi non professionisti: Emiliano Bonetti, medico ma anche appassionato di spettacolo e musica, e l'insegnante e giornalista Giovanni Monleone, due amici che dopo aver pubblicato alcune opere minori, avevano deciso di incominciare a scrivere anche per il cinema, insistendo sui temi sentimentali e romantici. In questa occasione creano una vicenda cui attribuiscono un titolo tratto dall'ultimo verso della Manon Lescaut di Puccini.

### Riprese
Il film fu realizzato nei mesi centrali del 1913 nello stabilimento torinese della "Gloria" in via Quittengo dove all'esordiente Borelli venne affiancato un attore già esperto come Mario Bonnard, che formò con lei una delle prime «coppie nobili» del cinema italiano. Bonnard, però, si trovò superato per notorietà e passione del pubblico, al limite del fanatismo, dall'attrice, che, secondo un ripetitivo cliché delle "dive", rappresenta anche in questo caso una donna destinata a morire suicida oppure a essere dispensatrice di morte. Alcune scene di baci appassionati tra i due interpreti furono comunque eliminate dalla censura.

## Accoglienza

### Critica

#### Commenti contemporanei
Sin dal suo apparire Ma l'amor mio non muore riscosse un successo trionfale, contribuendo a creare il mito divistico della Borelli. Sui periodici del tempo si inneggiò al «primo film che, per lussuosità di messa in scena, vastità di scenario ed impeccabilità di interpretazione, faccia dimenticare il cinema e dia l'impressione di un'opera d'arte drammatica». 

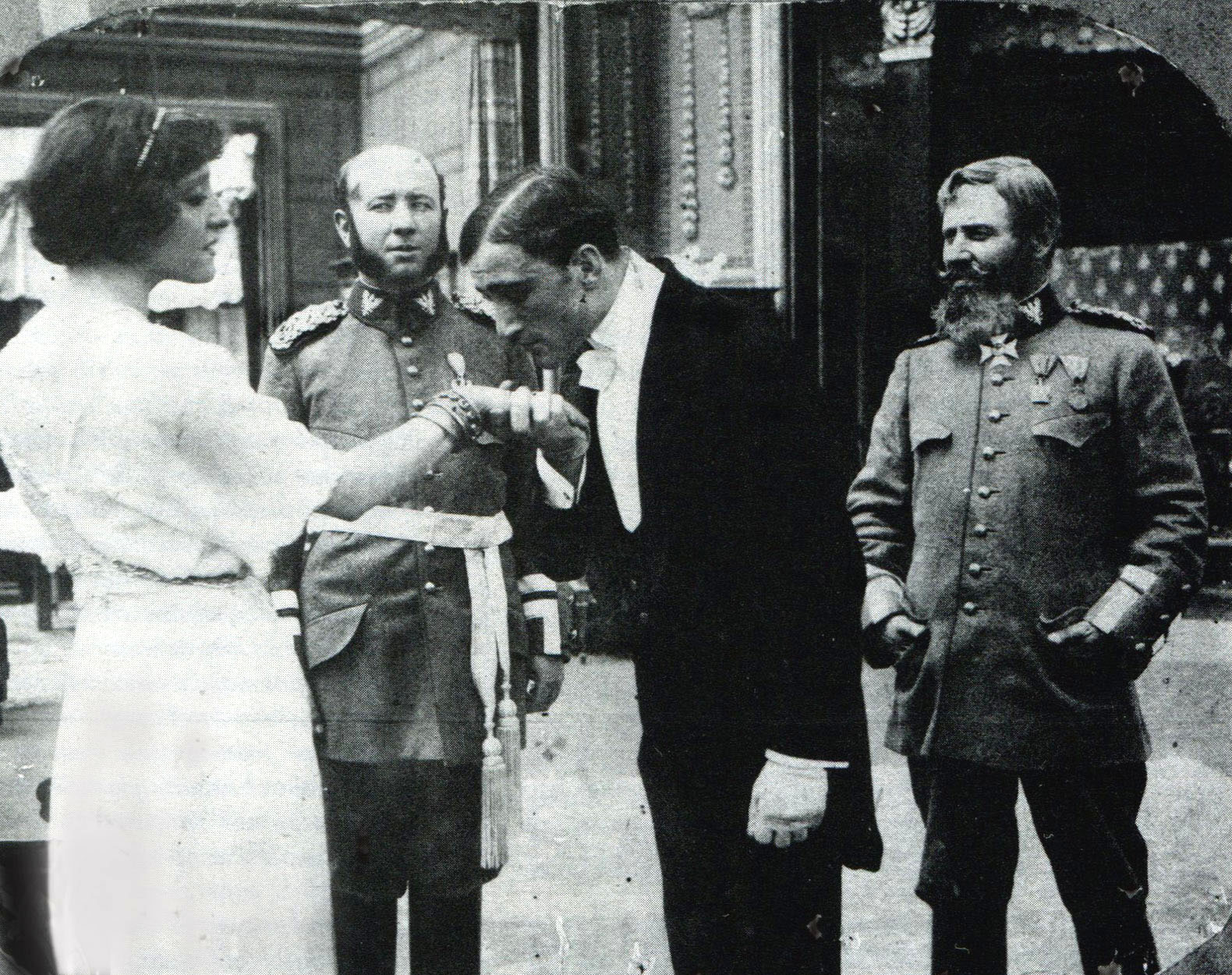

Gli elogi si sprecarono. Ma l'amor mio non muore fu descritto come «armonioso, soffice: dalle piccole scene di più tenue effetto, ai meravigliosi saloni, agli esterni lussureggianti, ai paesaggi misteriosi ai primi piani poetici e suggestivi» mentre la Borelli venne definita «creatura morbida e signorile, ardente e dolorosa, ammantata di nobiltà e voluttà, passa come un abito di primavera attraverso un bosco di mandorli fioriti».
L'entusiasmo coinvolse anche la scrittrice Matilde Serao: «Mai come in questo film - scrisse - così tenera e drammatica, così sontuosa ed elegante, la Borelli ha raggiunto tanta verità di fisionomie, tutte diversamente belle». La pellicola fu un successo anche sotto l'aspetto commerciale poiché venne esportata in tutto il mondo e gli autori ebbero per diverso tempo notizie di sue fortunate rappresentazioni, anche da località lontane come Melbourne o La Paz. La sua fama fu tale che ricevette numerose imitazioni, ispirò alcune canzoni, fu oggetto di una parodia da parte di Petrolini e diede il nome a una linea di prodotti cosmetici.

#### Commenti successivi
Anche a distanza di molti anni i commenti, benché più attenti all'aspetto tecnico e meno enfatici, restarono positivi. Nel 1937, il film diretto da Caserini fu definito «una delle opere più rappresentative del 1913 (in quanto) illustra una nuova tendenza, lo sviluppo del film sociale moderno». Poi nel 1951 si è sostenuto che Il valore innovativo del film è costituito dalla «precisa volontà di Caserini di valorizzare la personalità dei protagonisti elevandoli a soggetti con un montaggio moderno per i primi piani e gli ambienti».
Nel 1933, nei primi anni del sonoro, il film era stato riproposto, suscitando sovente ilarità e attirandosi giudizi di "pacchianeria" per le pose, il trucco, i gesti, gli abiti, le recitazioni. Ma questa riedizione, presentata per scopi puramente commerciali in una serie denominata «i drammi che vi faranno ridere», suscitò anche l'indignata protesta di alcuni commentatori, che la giudicarono «un'immeritata offesa agli artisti del tempo che fecero quanto di meglio poterono». E qualcuno fece notare che «da qui a vent'anni molti dei film che oggi [il pubblico] prende più sul serio, lo muoveranno irresistibilmente al riso come oggi accade per quelli di vent'anni prima».
All'inizio degli anni settanta Savio nota che «certamente il film è buffo, anzi buffissimo, ma così come oggi lo è Un uomo, una donna»

## Restauro
A un secolo esatto dalla sua uscita, il film è stato restaurato dalla Cineteca di Bologna in collaborazione con il Museo nazionale del cinema di Torino. Questa edizione restaurata è disponibile in DVD dal 2013 come parte della collana della stessa Cineteca denominata Cinemalibero.